# 18974 Brungardt
18974 Brungardt è un asteroide della fascia principale. Scoperto nel 2000, presenta un'orbita caratterizzata da un semiasse maggiore pari a 2,4282282 UA e da un'eccentricità di 0,1670705, inclinata di 3,79344° rispetto all'eclittica.